# Lithophragma heterophyllum
Lithophragma heterophyllum är en stenbräckeväxtart som först beskrevs av William Jackson Hooker och Arn., och fick sitt nu gällande namn av John Torrey och Gray. Lithophragma heterophyllum ingår i släktet Lithophragma och familjen stenbräckeväxter. Inga underarter finns listade i Catalogue of Life.